# Lady Oracle
Lady Oracle és una novel·la de l'autora canadenca Margaret Atwood, que va ser publicada originalment el 1976 per McClelland and Stewart.
És una paròdia sobre els contes de fades i les novel·les d'amor. La protagonista és una escriptora de novel·la romàntica que conta la seua vida a través de flashbacks. S'hi intercalen escenes de la infància amb la seua vida actual, en què ha esdevingut, de la nit al dia, una escriptora famosíssima. Algú tracta de fer-li xantatge amb informacions sobre la seua vida privada. Ella fingeix un suïcidi i se'n va a viure a Itàlia.
La protagonista té múltiples vides paral·leles: ha mantingut des de sempre diferents identitats, tant seqüencialment com simultània; ha construït les seues personalitats múltiples, tal com amb els personatges de les seues novel·les. Ha viscut la seua pròpia ficció, i ara tem ser descoberta. Així, realitat i ficció s'entremesclen. Mai ningú no l'ha estimada perquè no havia sigut realment ella.
Lady Oracle va rebre el 1977 els premis Toronto Book Award i el Canadian Booksellers Award.
D'aquesta novel·la s'ha fet una traducció al castellà (Doña Oráculo) publicada el 1996.